# Trofimus, Sabbatius a Dorymedon
Svatí Trofimus, Sabbatius a Dorymedon byli ve 3. století křesťanští mučedníci v Antiochii.
Žili za vlády císaře Proba.
Ve městě Antiochie se slavil pohanský svátek. Pohané obětovali bohům a klaněli se jejich sochám. V tu dobu do města přijeli kresťané Trofimus a Sabbatius. Když pohané uviděli, že se ani jeden z nich nepoklonil idolům bohů, byli oba dva zatčeni a nuceni zříci se své víry, to však odmítli. Svatý Sabbatius zemřel po mučení v Antiochii a Trofimus byl odveden a mučen v Synnadě ve Frýgii. Byl např. nucen chodit tři dny v železných sandálech s ostny.
Když byl Trofimus ve vězení, přišel ho navštívit senátor Dorymedon, který ho myl a ošetřoval mu rány. Když pohané viděli, že Dorymedon neslaví svátek Dioskúrů, a zeptali se ho na důvod, odpověděl, že je křesťan a nebude slavit svátek démonů. Za to byl zatčen a se svatým Trofimem vhozen k šelmám. Oba dva útoky šelem přežili, a proto byli sťati mečem.
Vše se stalo asi roku 277.
Jejich svátek se slaví 19. září.